# XII. György grúz király
XII. György (1746. október 9/20. – Tbiliszi, Grúzia, 1800. december 28./1801. január 9.), grúzul: გიორგი XII, grúz király, a Bagratida-dinasztia királya. II. Tamar grúz királynő unokája, valamint Petre Bagrationi orosz cári tábornoknak és a napóleoni háborúk hősének a harmadfokú unokatestvére.

## Élete

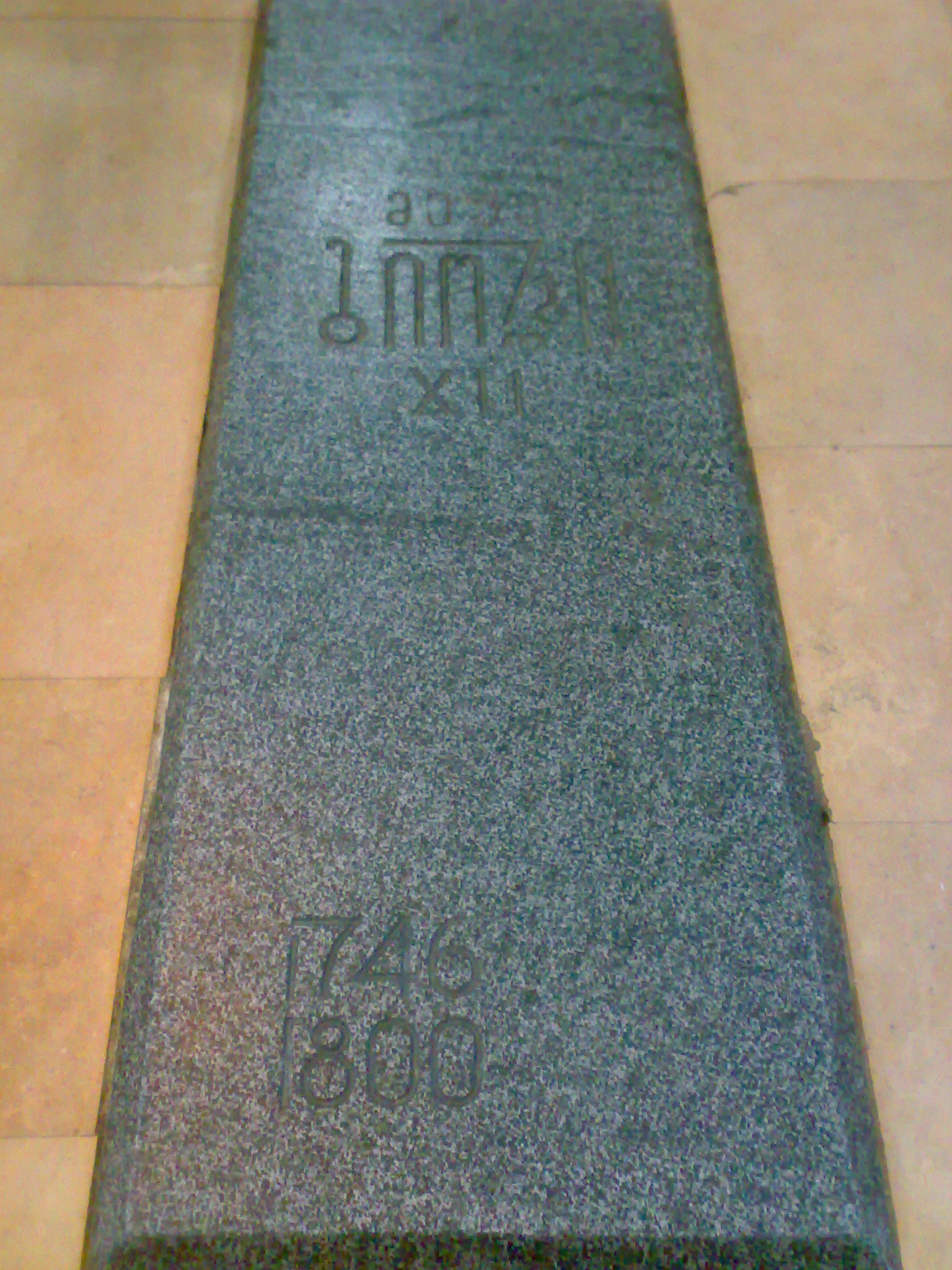
XII. György síremléke

Apja II. Herkules grúz király, anyja Abasidze Anna királyné, Zaal Abasidze herceg lánya.
Apját, II. Herkulest követte a trónon. XII. Györgyöt kevésbé érdekelték az államügyek, inkább az élvezetek, ezért el is hízott és szívgyengeségben halt meg, mint az apja. Mélyen vallásos volt. Szent Györgyöt ábrázoló ikonok gyűjtésével és restaurálásával foglalkozott. Apjának harmadik felesége, Dadiani Dária (Daredzsán) királyné (1738–1807) a saját fiainak szerette volna a trónt biztosítani mostohafia halála esetére, de XII. György elsőszülött fiát, Dávidot jelölte a trónra, melyet elfogadtatott az 1783-as Georgijevszki Szerződés értelmében a Grúzia felett főhatalmat gyakorló Oroszország uralkodójával, I. Pál orosz cárral. Halála után fia, XII. Dávid csak rövid ideig uralkodhatott, hiszen az oroszok nem erősítették meg királyi hatalmát, ezért nem a fiát, hanem XII. Györgyöt tekintik Grúzia utolsó uralkodójának.
XII. György özvegye, Cicisvili Mária (Mariami) királyné (1768–1850) azzal a tettével írta be magát a világtörténelembe, hogy mikor az orosz cár küldötte, Lazarev örmény származású tábornok, aki azért érkezett, hogy a grúz királyi család tagjait Oroszországba szállítsa, bejelentette az orosz cár parancsát a királynénak, a körülötte levő gyermekeit védelmezve személyesen szúrta le a tábornokot, aki belehalt a sérüléseibe. A deportálást így sem kerülhette el, de az orosz uralkodó nem vonta felelősségre e tettéért a grúzok szemében hős és hazafias királynét.
A grúz királyi ház tagjait Oroszországban telepítették le, orosz címeket kaptak, és II. Herkules és XII. György leszármazottai a Gruzinszkij herceg címet kapták, és lefokozták őket egyszerű orosz birodalmi hercegekké, megfosztva őket királyi rangjuktől, és ezután még az uralkodóházak leszármazását nyomon követő, Gothai almanachból is kihagyták őket.

## Gyermekei
- 1. feleségétől, Andronikasvili Katalin (Ketevani) hercegnőtől (1745–1782), I. Papuna Andronikasvili herceg lányától, 12 gyermek:
  - Dávid herceg (1767–1819), XII. Dávid néven örökös grúz király orosz hűbérúri megerősítés nélkül (1800/1801–1801), felesége Ilona királyné (1770–1836), Simon Abamelik herceg lánya, gyermekei nem születtek
  - János herceg (1768/69–1839), 1819-től a grúz királyi ház feje, felesége Katalin (Ketevani) hercegnő (1773–1832), Zurab Cereteli herceg lánya, 1 fiú:
    - Grigol herceg (1789–1830) trónkövetelő, 1812-ben Grúzia királyává kiáltják ki, felesége Barbara hercegnő (1810–1876), Fjodor Buhrinszkij államtanácsos lánya, 3 gyermek

  - Barbara hercegnő (1769/70–1801), férje Simon-Zoszime Andronikasvili herceg
  - Zsófia hercegnő (1770/71–1838/40), férje Luarszab Tarkan-Muravi herceg
  - Luarszab herceg (1771–fiatalon)
  - Nino hercegnő (1772–1847), Mingrélia régense (ur.: 1804–1806), férje I. Grigol Dadiani (–1804), Mingrélia uralkodó hercege, utódok
  - Salome hercegnő (megh. fiatalon)
  - Bagrat herceg (1776–1841), felesége Katalin (Ketevani) hercegnő (1780–1831), Durmiskán Irubakidze-Csolokasvili herceg lánya, 8 gyermek
  - Ripszime hercegnő (1777–1847), férje Demeter Irubakidze-Csolokasvili herceg (–1847)
  - Salamon herceg (1780–fiatalon)
  - Gaiana hercegnő (1780/81–1820), György, Kszani hercege (–1864)
  - Tejmuráz herceg (1782–1846), felesége Ilona  hercegnő (1797–1866), I. Otar Zedgenidze-Amilakvari herceg lánya, gyermekei nem születtek
- 2. feleségétől, Cicisvili Mária (Mariami) királynétól (1768–1850), II. György Panaszkerteli-Cicisvili herceg lányától, 11 gyermek:
  - Mihály herceg (1783/85–1862), nem nősült meg
  - Gábor (Dzsebrail) herceg (1788–1812), nem nősült meg
  - Tamar hercegnő (1788/89–1850/51), nem ment férjhez
  - Anna hercegnő (1789/90–1796/98)
  - Éliás (Illés) herceg (1790/91–1854), felesége Anasztázia hercegnő (1805–1882), Grigol Obolenszkij herceg lánya, 14 gyermek
  - József herceg (megh. fiatalon)
  - Szpiridon herceg (megh. fiatalon)
  - Okropir herceg (1795–1857), felesége Anna hercegnő (1800/01–1866/68), Pál Kutaisvili gróf lánya, 5 gyermek a feleségétől és 1 természetes leány
  - Simon herceg (1796–fiatalon)
  - Herkules herceg (1797/99–1859), nem nősült meg
  - Anna hercegnő (1800–1850), 1. férje Evasztafi (Eustache) Abasidze, 2. férje Dávid Cereteli herceg, 1 gyermek